# Pallavolo ai Giochi della XIX Olimpiade - Convocazioni al torneo femminile
Elenco delle giocatrici convocate per i Giochi della XIX Olimpiade.